# Cei trei mușchetari (film din 1953)
Cei trei mușchetari (titlul original: în franceză Les trois mousquetaires) este un film de capă și spadă francez, realizat în 1953 de regizorul André Hunebelle, după romanul omonim a scriitorului Alexandre Dumas, protagoniști fiind actorii Georges Marchal, Bourvil, Danielle Godet și Yvonne Sanson. 

## Distribuție
- Georges Marchal – D'Artagnan
- Bourvil – Planchet, valet de D'Artagnan
- Danielle Godet – Constance Bonacieux
- Georges Chamarat – M. Bonacieux
- Yvonne Sanson – Milady de Winter
- Gino Cervi – Porthos
- Jean Martinelli – Athos
- Jacques François – Aramis
- Louis Arbessier – regele Louis XIII
- Renaud Mary – Cardinalul Richelieu
- Jean Parédès – contele de Wardes
- Paul Demange – hangiul din Beauvais
- Marie Sabouret – regina Ana de Austria
- Jean-Marc Tennberg – contele de Rochefort
- Félix Oudart – domnul de Tréville
- Steve Barclay – ducele de Buckingham
- Claude Dauphin – naratorul
- Charles Bouillaud – hangiul din Calais
- Lucien Frégis – un hangiu
- Nicole Gamma – o slujnică
- Alain Bouvette – Lubin, valetul contelui de Wardes
- Danielle Dumont – servitoarea din Meung
- Florence Arnaud – o damă de la curte
- Françoise Prévost – Ketty, dama de companie a lui Milady
- Geneviève Morel – negustoreasa de pui
- Nicole Guezel – o slujnică
- Marcel Pérès – un temnicer
- Roger Saget – un hangiu
- André Wasley – căpitanul
- Jacques Legras – o gardă a lui Rochefort
- Gaston Orbal – domnul de Soisson
- Bernard Musson – un lacheu
- Louis Velle – o gardă a cardinalului
- Jean Poiret – o gardă a cardinalului
- Nicole Guézel – o slujnică